# 伦佐·罗索
伦佐·罗索（義大利語：Renzo Rosso，1955年9月15日—），意大利服装设计师，Diesel服装公司创始人及总裁。

## 生平
伦佐·罗索曾就读于一所纺织品制造工业学校，1975年毕业后，他开始设计自己的服装。1978年，他和其他几位生产商一起在他的家乡成立了the Genius Group。这家公司成功地创造了许多迄今仍广为人知的品牌，如Katherine Hamnett，Goldie，Martin Guy，Ten Big Boys，当然还有Diesel。1985年，罗索买下其他股东手中的股份，开始独立经营Diesel品牌。之后，公司进入了一个快速发展和壮大的时期。

## 个人荣誉
- 1996年，伦佐·罗索和Diesel获得米兰著名的Bocconi Institute颁发的Premio Risultati大奖，成为“年度最佳意大利公司”。
- 1997年，由于公司在美国取得的出色业绩，罗索被安永会计师事务所（英文: Ernst & Young）提名为“年度企业家”。
- 1997年12月，罗索入选英国音乐和潮流杂志'Select'评选出的影响新千年100位最重要人物之一。
- 2000年获得CUOA Foundation（阔雅商学院）授予的名誉硕士。
- 2005年，德国版GQ授予伦佐·罗索“年度人物”称号。

## 相关书籍
2005年，为了庆祝公司创始人及总裁伦佐·罗索的50岁生日，Diesel出版了名为《50》（英文：Fifty）的书籍：”一本书，记录和展现Diesel独特的态度和生活方式、它的商业历程、由视觉传达到内部设计所展现的创造性“。此书由伦佐·罗索亲自监制，由巴塞罗那经销商Vasava设计，由英国品牌推广、广告及时尚界作家Mark Tungate执笔。此书包括了Diesel历史上的重要时刻，视觉传达，销售方式和未来展望等章节。